# Oliver Bender
Oliver Marcus Bender (ur. 2 października 1982 w Gummersbach) – niemiecki aktor teatralny, filmowy i telewizyjny.

## Wybrana filmografia
- 2004–2009: Gute Zeiten, schlechte Zeiten (Dobre czasy, zle czasy) jako Tim Böcking
- 2009: Tatort: Tod auf dem Rhein jako mechanik
- 2010: Strażnik pierścienia (Lasko – Die Faust Gottes) jako mistrz nowicjatu Michael
- 2011: Kobra – oddział specjalny - odc.: Oznaczenie (In der Schusslinie) jako Alexander Breuer
- 2012-2014: Heiter bis tödlich - Hauptstadtrevier jako Patrick Klug
- 2014: SOKO Stuttgart jako Kilian Sorge
- 2015: Mila jako Julian Hofer
- 2015: SOKO Köln jako Tobias Beer
- 2017: Trzynaście powodów (13 Reasons Why)
- 2017: SOKO München jako Claus Riedrich
- 2018: Beck is back! jako Tom Harnisch